# Camponotus apostolus
Camponotus apostolus är en myrart som beskrevs av Auguste-Henri Forel 1901. Camponotus apostolus ingår i släktet hästmyror, och familjen myror. Inga underarter finns listade.